# Adam Franz Lennig

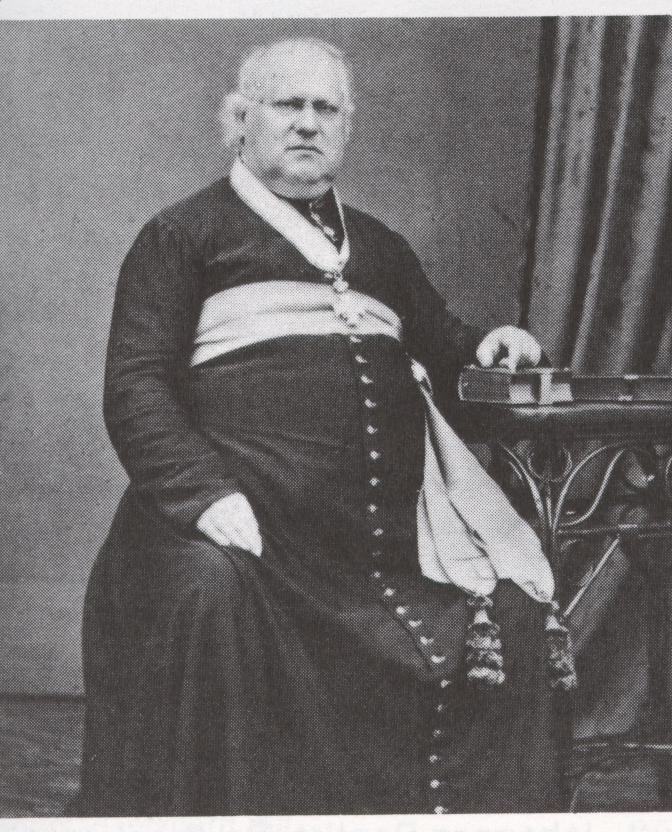
Adam Franz Lennig

Adam Franz Lennig (* 3. Dezember 1803 in Mainz, Großherzogtum Hessen; † 22. November 1866 ebenda) war ein deutscher römisch-katholischer Theologe. Er war Generalvikar und Domdekan des Bistums Mainz.

## Leben

### Herkunft

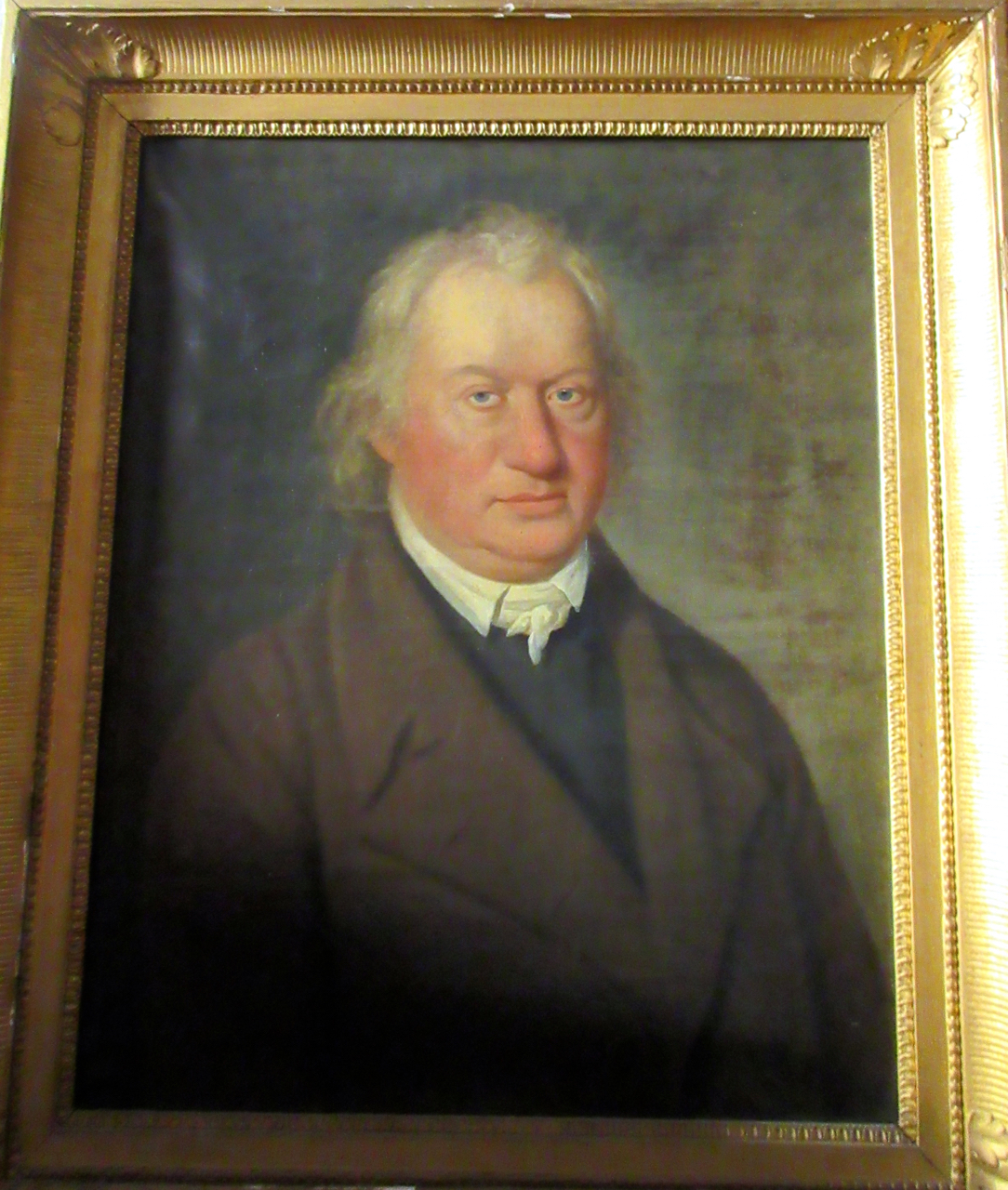
Der Vater auf einem Gemälde von Johann Kaspar Schneider (1815)

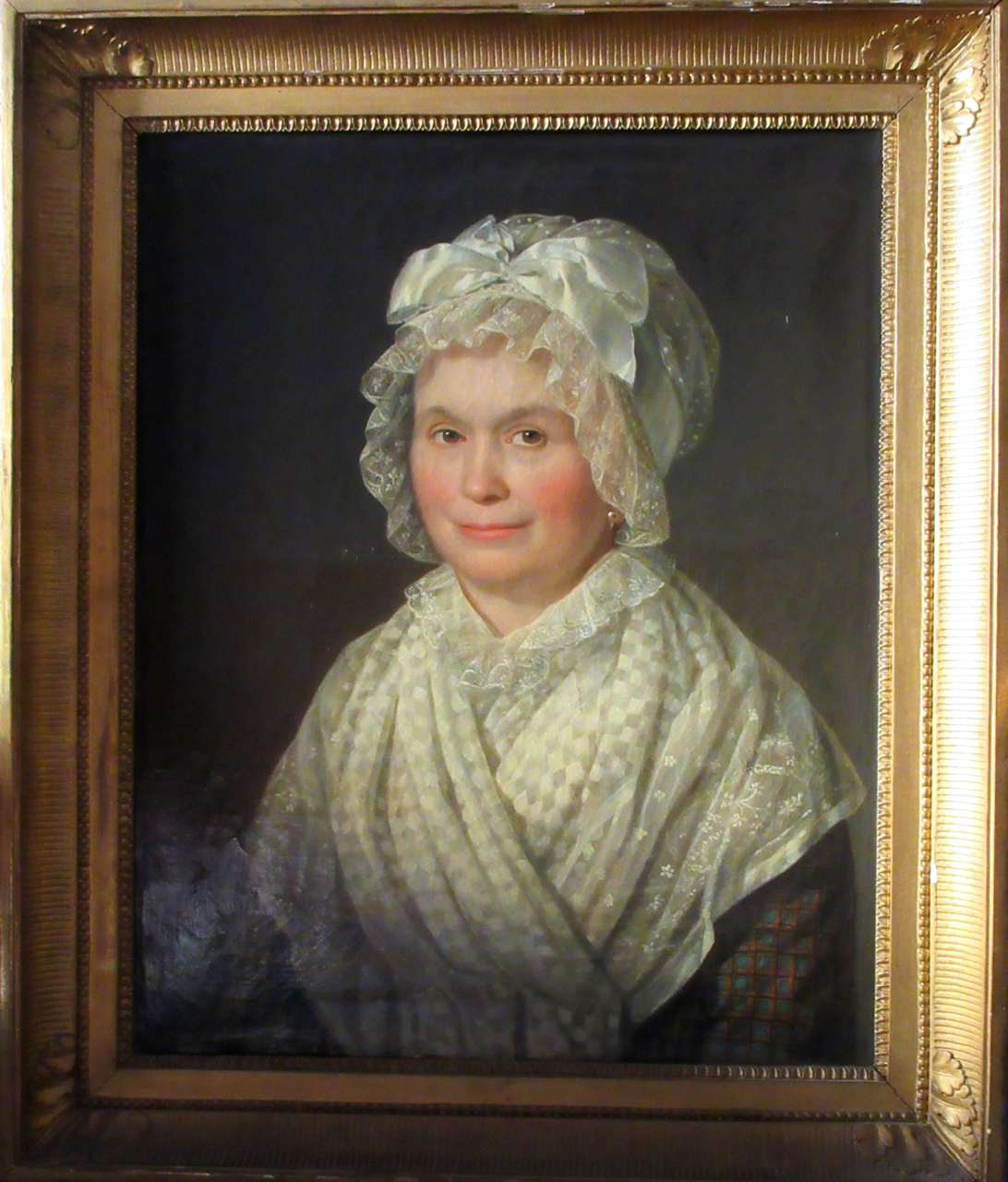
Die Mutter auf einem Gemälde von Johann Kaspar Schneider (1805?)

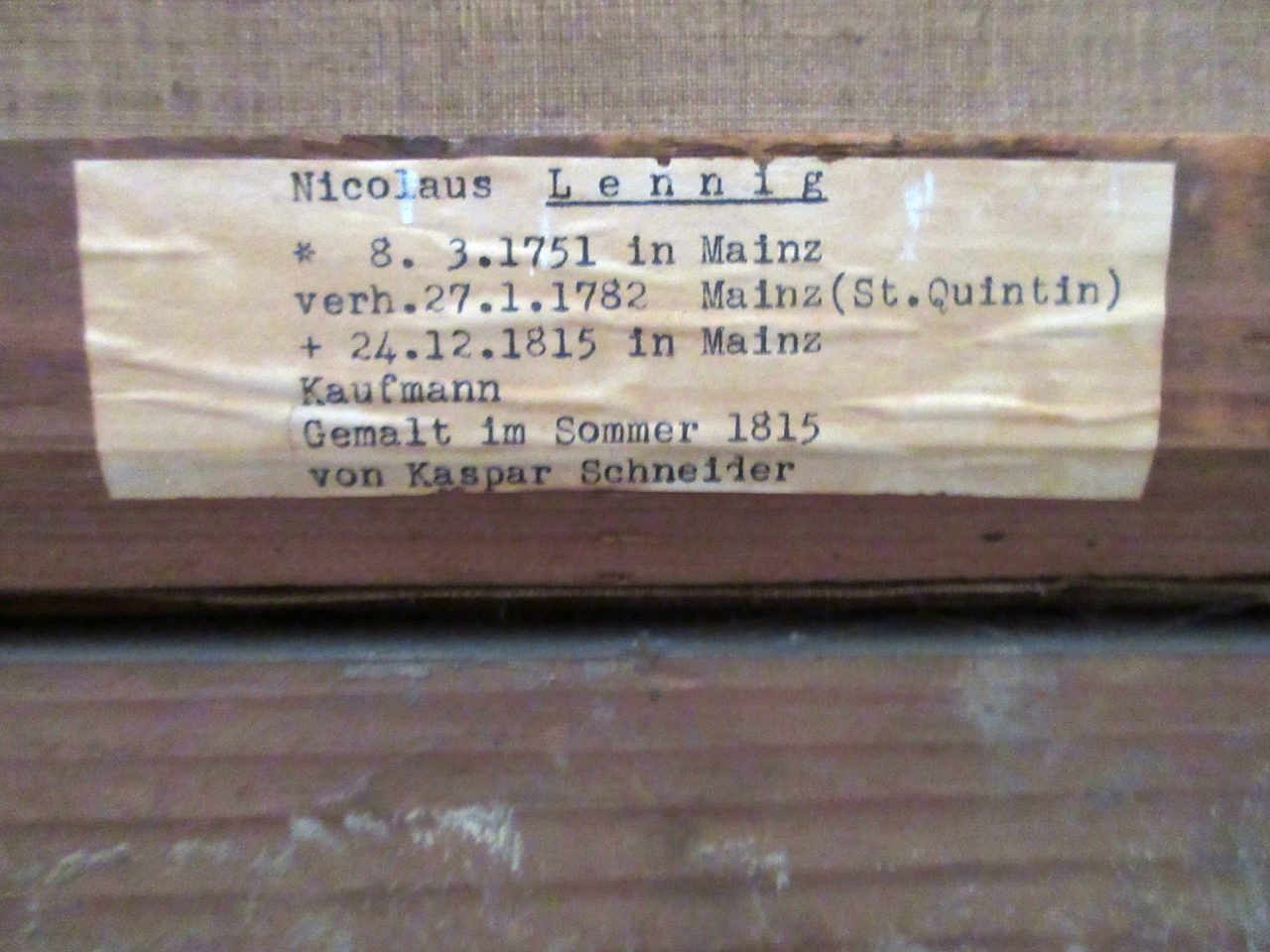
Angaben auf dem Revers

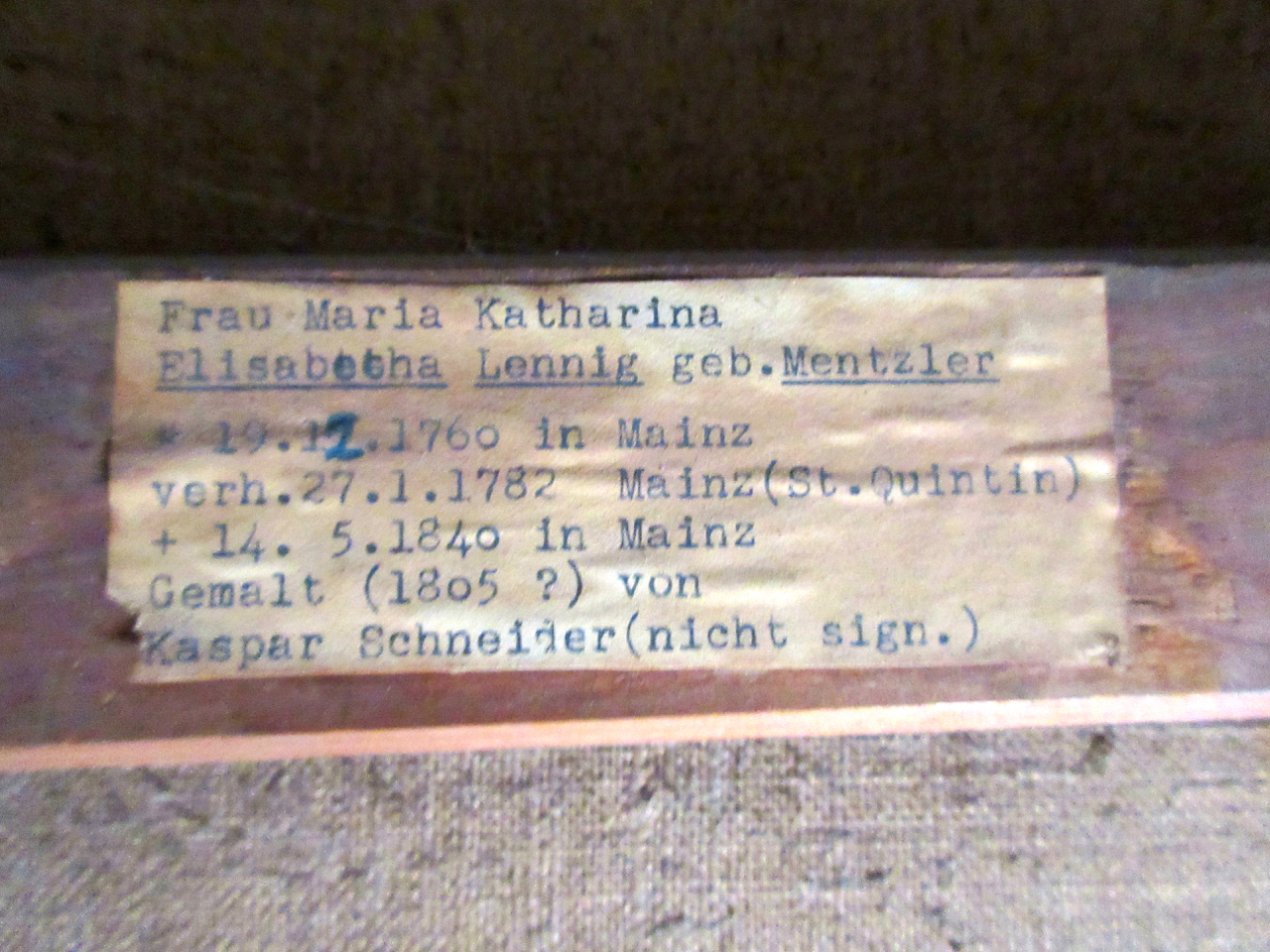
Angaben auf dem Revers

Die Eltern von Adam Franz Lennig waren der Mainzer Handelsmann Nikolaus Lennig und dessen Ehefrau Maria Katharina Elisabetha, geborene Mentzler. Sein älterer Bruder Friedrich Lennig war ein hochgebildeter Schriftsteller, Übersetzer und Dialektdichter der Mainzer und rheinhessischen Mundart. Er beherrschte die alten Sprachen, zudem Französisch, Italienisch und Englisch.
Zu seinen bekannten Nachkommen zählen die Brüder Moufang (Nicola Moufang, Eugen Moufang, Franz Moufang, Wilhelm Moufang) und der Musiker David Moufang.

### Ausbildung
Adam Franz Lennig besuchte in Mainz das Rabanus-Maurus-Gymnasium. Seine Eltern gaben ihn als Zwölfjährigen in die erzieherische Obhut des Ex-Jesuiten Laurentius Doller nach Bruchsal und später zum Besuch des bischöflichen Gymnasiums nach Mainz.
Weil er für eine Weihe zu jung war, ermöglichten ihm seine Eltern einen Studienaufenthalt in Paris (1824–1826), um bei Antoine Isaac Baron Silvestre de Sacy orientalische Sprachen zu erlernen, Silvestre de Sacy gilt als Begründer der modernen Arabistik. 1827 war es Lennig möglich, seine theologischen Studien in Rom fortzuführen. Am 22. September 1827, im Alter von 23 Jahren, empfing Adam Franz Lennig in Rom die Priesterweihe.

### Disput 1830
Lennig kehrte zurück in seine Vaterstadt Mainz. Er wirkte dort als Geistlicher, wurde 1828 zum Professor der Geschichte am bischöflichen Seminar und war bestrebt, auch politische Ziele zu verwirklichen. Lennig war ein ultramontan denkender Theologe, was bedeutete, dass er ein entschiedener Verfechter der Rechte der römisch-katholischen Kirche und der absoluten Autorität des Papstes war. Die Regierung des Großherzogtums Hessen hatte schon seit längerer Zeit versucht, auf die inneren kirchlichen Angelegenheiten Einfluss zu nehmen. Am 30. Januar 1830 verabschiedete sie 39 Artikel über die kirchliche Verwaltung. Lennig leitete die Artikel an den Vatikan weiter, der mit einer Protestnote reagierte. Joseph Vitus Burg, der Bischof von Mainz, verteidigte jedoch die 39 Artikel. Daraufhin verließ Lennig Mainz und ging nach Bonn. Dort hörte er Vorlesungen von Johann Michael Sailer, Karl Joseph Hieronymus Windischmann und Heinrich Klee.

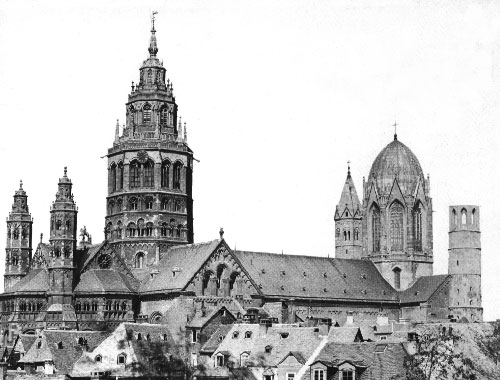
Der Mainzer Dom 1868 mit der 1828 errichteten Kuppel von Georg Moller

### Pfarrstellen
Im Juni 1832 trat Adam Franz Lennig eine Pfarrstelle in Gaulsheim, heute ein Stadtteil von Bingen am Rhein an, obwohl ihn ein Angebot erreicht hatte, den Lehrstuhl für Theologie und Exegese in Mainz zu übernehmen. 1839 wurde Lennig Pfarrer von Seligenstadt.

### Wirken in Mainz und Tod
Unter Peter Leopold Kaiser, Bischof von Mainz, wurde Adam Franz Lennig im Juni 1845 in das Mainzer Domkapitel aufgenommen. Am 23. März 1848 rief Lennig den Piusverein für religiöse Freiheit ins Leben. Bischof Emanuel Ketteler ernannte ihn am 11. November 1852 zum Generalvikar und am 28. Februar 1856 zum Domdekan.
Nach seinem Tod 1866 fand Adam Franz Lennig seine letzte Ruhe auf dem Mainzer Hauptfriedhof.